# Eleccions municipals de 1999 a Valls
Les eleccions municipals de 1999 a Valls van ser unes eleccions locals que es van celebrar el diumenge 13 de juny de 1999 a Valls, a l'Alt Camp, com a part de les eleccions municipals espanyoles. Es van triar els 21 regidors de l'Ajuntament de Valls.

## Sistema electoral
Les eleccions als ajuntaments de l'Estat espanyol estan fixades per celebrar-se el quart diumenge de maig cada quatre anys. El sistema electoral fa servir la regla D'Hondt amb representació proporcional, llistes tancades i una barrera electoral del 5% dels vots vàlids, que inclou els vots en blanc. La votació per a l'assemblea local es basa en el sufragi universal.
En les eleccions municipals, la circumscripció electoral és el municipi i el nombre d'escons (o sigui, regidors) a triar del municipi es determina en funció del nombre d'habitants censats en aquest municipi. En el cas de Valls, en tenir 16.473 persones censades, l'hi correspon 21 regidors.

## Candidatures
El 18 de maig del mateix any, la Junta Electoral de Zona de Valls va proclamar sis candidatures del municipi de Valls en el Butlletí Oficial de la Província de Tarragona.
| Partit polític | Partit polític                                             | Cap de llista                   | Resta de candidats |
| -------------- | ---------------------------------------------------------- | ------------------------------- | --- |
|                | Convergència i Unió (CiU)                                  | Carles Magrinyà i Miracle (CDC) | Llista - Josep Maria Manresa Ferrater (CDC) - Maria Dolors Batalla Nogués (Ind.) - Jordi Gibert Bonet (CDC) - Juan Miguel Sancho Beltrán (CDC) - Eduard González Ribas (CDC) - Jaume Pau Tomàs Yvern (CDC) - Mercè Plana Boladeras (CDC) - Jordi García Ventura (CDC) - Emilio Baz Vergara (UDC) - Raül Tondo Bravo (CDC) - Antonio Ceperuelo Viudez (UDC) - Josep Menero Güell (CDC) - Francesca Trenchs Basora (CDC) - Juan Doménech Vilanova (CDC) - José Altisent Sementé (Ind.) - Olga Pons Bonet (CDC) - Juan Nadal Rodón (Ind.) - Andrés Forès Andrés (CDC) - Ramon Maria Rull Sarró (CDC) - Francesc Casañas Domingo (CDC) Suplents: Pere Francesc Gomés Miquel (CDC), Ruperto Ortega Sanmartín (CDC), Alberto Girona Farré (CDC)   |
|                | PSC-Progrés Municipal (PSC-PM)                             | Francisco Moreno Espinosa       | Llista - Jaume Bonet Vallvey (Ind.) - Núria Segú Ferré - Bonaventura Camps Sanromà - José Maria Ollé Sans (Ind.) - María Màxima Serrano Gassó (Ind.) - María Dolores Duch Sanahuja (Ind.) - María del Carmen Migó Pasalaigua (Ind.) - Jorge Prades San Nicolás - María Rosa Moncunill Ribé (Ind.) - Agustí Gatell Trenchs (Ind.) - Francesc Xavier Salat Brunel (Ind.) - Juan José Leiva Aránega (Ind.) - Francisca Aguilar Llobera - Joaquín Royes Celma (Ind.) - María Asunción Fernández Montcusí (Ind.) - Juan Abat Solé - Fernando José Godoy Escribano (Ind.) - José Luis Linares Ruiz (Ind.) - Alfredo Pérez de Tudela Molina - Pau Nuet Fábregas Suplents: María Ángela Rull Segú, Gonzálo Leal de León, Joan María Castells Guasch |
|                | Esquerra Republicana de Catalunya-Acord Municipal (ERC-AM) | Jordi Castells i Guasch         | Llista - Joan Serra Morlà - Lidia Garzón Escarré (Ind.) - Andreu Fernández Mateu - Ramon Sendra Vidal - Josep Maria Pallàs Guasch - María del Pilar Domingo de Pedro (Ind.) - Joan Peris Roig - Núria Trenchs Massó (Ind.) - Xavier Marimón Montserrat - Laureano Moncunill Massó - Manuel Odina Roig - Francesca Ollé Solé - Anton Abat Vallvey Sanromà (Ind.) - José Antonio Romero Gracia - Juan Ramón Suñé Pujol (Ind.) - Josep Maria Climent Ferré - Lluís Musté Grau - José Tondo Vergés (Ind.) - Juan Maria Batalla Vives (Ind.) - Núria Ventura Mercé (Ind.) Suplents: Joan Montserrat Guasch, Francesc Ramon Terreu Serra, Jordi Secall Badia                                                                                      |
|                | Partit Popular (PP)                                        | Francesc Caballero Ristol       | Llista - Ernest Casas Ristol (Ind.) - María Montserrat Martínez Sans (Ind.) - Isidro Ferré Sarra - Ramón Sahanuja Domingo - Salvador Luis Marias Gaspa (Ind.) - Jorge Salort Pons - Manel Benvingut Miralles Fenoy (Ind.) - Alexandre Menéndez Gimeno (Ind.) - Francisco Plana Saperas - Miguel Sobellas Ellar - Antonio Gibert Calbet (Ind.) - José Maria Martínez Calvente (Ind.) - Antonio Sorroche Mañas - Sebastián Rubio Liron - Salvadora García Ibarra (Ind.) - Yolanda Torrell Cuartero (Ind.) - Joaquín Gragera Vaquerizo - Lucía Basora Papiol - Francisco Ferré Isern - Salvador Doménech Piñol (Ind.) Suplents: José Manuel Marià Dalmau, José Miguel Sorroche Galera (Ind.), Jaime Mares Diggle (Ind.)                        |
|                | IC-Verds-Candidatura d'Unitat Popular-EPM (ICV-CUP/EPM)    | Antoni Úbeda Gayà (CUP)         | Llista - Joan Canela Coll (IC) - María Teresa Guasch Ventura (CUP) - Fermín Máximo Royano Manero (IC) - Jordi Giné Badia (CUP) - Juan Solé Tondo (IC) - Montserrat Capdevila Tondo (CUP) - Jordi Jubany Busquets (CUP) - Juan Segura Moreno (IC) - Joan María Guinovart Llagostera (CUP) - Sergi Amat Doménech (CUP) - Óscar Peris Ródenas (CUP) - Pedro Martín Chicharro (IC) - Ana María Nolla Magriñá (IC) - José Luis Vicente Moreno (CUP) - Marc Guasch Ferrando (CUP) - Antonia Solé Bosch (IC) - Francesc Rafael Parés Mercadé (CUP) - María Assumpta Benaiges Gabriel (CUP) - Tais Bastida Aubareda (CUP) - Óscar Mateu Robusté (CUP) Suplents: Ramón Canela Coll (IC), Jordi Prats Massoni (CUP), Pilar Llorens Caparó (IC)        |
|                | Independents per Valls-FIC (IV-FIC)                        | Núria Freixes Comas             | Llista - Núria Freixes Comas - Eduard Domingo Parés - Gerard Nogués Balsells - Joan Gasull Canela - Adolfo García García - María Isern Pelegrí - María Montserrat Parés Farré - Joan Güell Fontanillas - Ramón Miquel Briansó Fonoll - Juan Maria Raluy Ferrer - Manuel Ávila Rosas - Anna Maria Montserrat Ciurana - Cinta Matas Vidal - Montserrat Mestres Gracia - Javier Tejero Isiegas - Daniel José Jiménez Comas - Miquel Montes Navarro - Carmen Jesús Hurtado Muñoz - María Sans Gelonch - Montserrat Raluy Ferrer - Maria Juana Farré Ollé Suplents: José Torné Ibargüengoitia, Pere Olivé Gavaldà, María del Pilar Puig Gasol |

## Jornada electoral

### Constitució de les meses
En aquell moment, Valls tenia una població de 20.098 habitants, dels quals 16.473 persones van ser cridades a votar en alguna de les 25 meses que es van constituir al municipi.

### Participació
La participació en aquestes eleccions va ser de 63,8%, el qual cosa implica que un total de 10.511 ciutadans del municipi van decidir exercir el seu dret a vot. Comparant aquesta participació amb la mitjana catalana, Valls va registrar una xifra més alta, situant-se en 7,9 punts percentuals per sobre.
A continuació, es presenta una taula amb els percentatges de participació registrats a diferents hores del dia de les eleccions:
| Hores              | Valls          |
| ------------------ | -------------- |
| Participació (14h) | 36,1% ( -2,7%) |
| Participació (18h) | 49,3% ( -2,3%) |
| Participació (20h) | 63,8% ( -2,9%) |